# Communauté de communes de Monein
La communauté de communes de Monein est une ancienne communauté de communes française, située dans le département des Pyrénées-Atlantiques et la région Aquitaine.
La structure intercommunale a été créée le 1er janvier 1994 et a été transformée en communauté de communes le 13 décembre 1999. Par arrêté préfectoral du 4 novembre 2010 les communautés de communes Arthez-de-Béarn, de Lacq, Lagor et Monein ont fusionné pour former la communauté de communes de Lacq.
Auparavant la communauté de communes avait abandonné certaines de ses compétences au profit des communes adhérentes. Celles-ci se sont regroupées dans le syndicat intercommunal de Monein, créé le 9 novembre 2010, pour les exercer en commun.

## Composition
La communauté de communes regroupait 9 communes :
| Code INSEE | Commune       | Maire                    | Population | Superficie | Densité        | Délégués |
| ---------- | ------------- | ------------------------ | ---------- | ---------- | -------------- | -------- |
| 64005      | Abos          | Jean-Marie Cazalère      | 472 hab.   | 845 ha     | 55,9 hab./km²  |          |
| 64165      | Cardesse      | Bernadette Puyo          | 250 hab.   | 767 ha     | 32,6 hab./km²  |          |
| 64197      | Cuqueron      | Michel Barbé             | 183 hab.   | 348 ha     | 52,6 hab./km²  |          |
| 64299      | Lacommande    | Paul Montaut             | 247 hab.   | 333 ha     | 74,2 hab./km²  |          |
| 64306      | Lahourcade    | Gérard Paloumet          | 695 hab.   | 1 094 ha   | 63,5 hab./km²  |          |
| 64359      | Lucq-de-Béarn | Albert Lasserre-Bisconte | 965 hab.   | 4 877 ha   | 19,8 hab./km²  |          |
| 64393      | Monein        | Yves Salanave-Péhé       | 4 393 hab. | 8 084 ha   | 54,3 hab./km²  |          |
| 64442      | Parbayse      | Thierry Laffitte         | 243 hab.   | 646 ha     | 37,6 hab./km²  |          |
| 64535      | Tarsacq       | Marie-Thérèse Mirassou   | 496 hab.   | 423 ha     | 117,3 hab./km² |          |
|            |               |                          | 8 194 hab. | 17 748 ha  | 46,2 hab./km²  |          |

La commune de Lacommande a adhéré à la communauté de communes le 1er janvier 2005.